# Tunnel de Foum Zabel
Le tunnel de Foum Zabel(en hommage au nom du légionnaire décédé lors des travaux) (en arabe 
،فم زعبل نسبة الى الجندي الذي توفي أثناء حفر  الغار. en tamazight ⵉⴼⵔⵉ ⵏ ⵣⴰⵄⴱⵍ) est un tunnel routier marocain.
Il est creusé par les sapeurs de la Légion étrangère, d'où son surnom de tunnel du légionnaire, de juillet 1927 à 1928.

## Contexte
La France commence la conquête du Maroc dans les années 1900. La résistance à la colonisation continue dans le nord du pays, en profitant du relief du Rif : c'est la guerre du Rif (1921-1926).
Pour permettre des déplacements rapides des troupes françaises, l'état-major décide de construire une route de 150 km à travers le massif montagneux, dite « route du Ziz », entre Midelt et Arfoud, en empruntant les gorges du Ziz.

## Percement
Les travaux sont confiés à la compagnie de sapeurs-pionniers du 3e régiment étranger d'infanterie.
Les gorges sont barrées par un massif de granit rouge, le Foum Zabel. Un tunnel est décidé pour son franchissement. Les travaux d'aménagement du chantier commencent le 24 juin 1927, permettant un début du percement à partir d'octobre. Les légionnaires ne disposent pas de machines, mais grâce aux explosifs, le chantier progresse relativement vite et les 62 m du tunnel sont percés le 4 mars 1928.
Un légionnaire est mort durant les travaux de percement.

## Description
Le tunnel faisait 62 m de long, 3 m de haut et 8 m de large à son achèvement. Sa hauteur a été augmentée dans les années 1950-1960.

## Inscription commémorative
Les symboles de la Légion qui ornaient une entrée du tunnel ont disparu lors des travaux des années 1950. Restent deux inscriptions, la première sur l'entrée nord :
La montagne leur barrait la route.
Ordre fut donné de passer quand même.
La Légion l'exécuta.
et la seconde sur l'entrée sud :
Le tunnel fut percé en six mois par quarante légionnaires
L'énergie de leurs muscles
Et leur indomptable volonté
Furent leurs seuls moyens
Suivent les noms des sous-officiers et légionnaires qui participèrent au creusement.